# Zygothrica virgatalba
Zygothrica virgatalba är en tvåvingeart som beskrevs av Burla 1956. Zygothrica virgatalba ingår i släktet Zygothrica och familjen daggflugor. Inga underarter finns listade i Catalogue of Life.